# Jan van der Ven
Jan Van der Ven (Antwerpen, 31 juli 1876 - Bornem, 30 maart 1925) was een Vlaamsgezind auteur en activist.

## Levensloop
Hij was de stiefzoon van de Antwerpse stadsbeambte en hevig flamingant Flor Van der Ven (1848-1931), secretaris van het Antwerpse Bureel van Weldadigheid, en een neef van Jan van Rijswijck.
Na korte tijd te hebben gewerkt bij de Antwerpse Berg van Barmhartigheid trok hij naar China en daarna naar Canada. Tijdens de Eerste Wereldoorlog keerde hij naar België terug en sloot zich aan bij de activisten. Hij werd ambtenaar bij het departement arbeid en nijverheid. Tevens werd hij medebestuurder van het activistisch Centraal Vlaamsch Propagandabureau.
In 1918 werd hij gearresteerd en na een milde straf weer vrijgelaten. Hij zette zich in tegen de door de Belgische regering gevoerde politiek tot gebiedsuitbreiding. Van der Ven was van mening dat België geen recht had op gebieden zoals Duits Luxemburg, Moresnet, Eupen-Malmedy, Maastricht en Zeeuws-Vlaanderen. De anoniem door hem hierover publiceerde brochure had als gevolg dat drukker E. De Mulder werd gearresteerd. Hijzelf vluchtte naar Nederland en ging in Rotterdam werken als meertalig correspondent bij een Amerikaanse import-exportfirma.
Toen de kust weer veilig was, kwam hij naar België terug, maar overleed er weldra.

## Publicaties
- Het huidige standpunt van het Vlaamsche volk in den wereldstrijd, (onder pseudoniem Witte van de Ven), 1917.
- In 't gevang. Muurkrabbels, (onder pseudoniem Noordling), Antwerpen/Amsterdam, De Sikkel & Querido, 1920.
- Een noodlottig man en een onbekwaam minister. Ons land een roofstaat, (anonieme brochure), Borgerhout, De Mulder, 1921.
- Een duit voor de kermis, (onder pseudoniem Noordling), Brugge, Excelsior, 1922.